# Palača
Palača je razkošna mestna stavba praviloma grajena za javne namene ali pa namenjena bivanju ugledne družine.
Palača je v širšem pomenu tudi vsaka velika hiša.
Željo po razkazovanju odličnosti izražajo bogato okrašene fasade, velika prostorna stopnišča ter nad pritličjem in visokim pritličjem (mezaninom) locirani piano nobile (= ugledno nadstropje), ki ima višje strope in večja okna.
Številne zgodovinske palače so zdaj namenjene drugim namenom, kot so parlamenti, muzeji, hoteli ali poslovne stavbe.

## Etimologija
Beseda palača izhaja iz starofrancoske besede palais (cesarska rezidenca), iz latinščine Palātium, imena enega od sedmih gričev v Rimu. Prvotne 'palače' na Palatinu so bile sedež cesarske oblasti. Hkrati je bil »kapitol« na Kapitolskem griču versko jedro Rima. Dolgo potem, ko je mesto zraslo na sedmero gričev, je Palatin ostal zaželeno stanovanjsko območje. Rimski cesar Avgust je tam živel v namenoma skromni hiši, ločeni od svojih sosedov le z dvema lovorovoma drevesoma, posajenima ob vhodnih vratih, kot znak zmagoslavja, ki ga je podelil senat. Njegovi potomci, zlasti Neron s svojim Domus Aurea (Zlata hiša), so stavbo in njeno okolico vedno znova povečevali, dokler ni zavzela vrha hriba. Beseda Palātium je pomenila rezidenco cesarja in ne sosesko na vrhu hriba.
Palace, kar pomeni 'vlada', je mogoče prepoznati v opombi Pavla Diakona, ki je zapisal ok. 790 n. št. in opisuje dogodke iz 660. let: »Ko se je Grimuald odpravil v Beneventum, je svojo palačo zaupal Lupusu« (Historia Langobardorum, V.xvii). Istočasno je Karel Veliki zavestno oživljal rimski izraz v svoji »palači« v Aachnu, od katere je ostala le njegova kapela. V 9. stoletju je 'palača' nakazovala tudi vladna stanovanja in Karel Veliki je nenehno potoval in jih zgradil štirinajst. V zgodnjem srednjem veku je bila palača običajno tisti del cesarske palače (ali Kaiserpfalz - kraljeva pfalca), v katerem je bila velika dvorana, kjer so se opravljale državne zadeve; še naprej uporabljal kot sedež vlade v nekaterih nemških mestih. V Svetem rimskem cesarstvu so bili močni neodvisni volilni knezi nastanjeni v palačah (Paläste). To je bilo uporabljeno kot dokaz, da je bila moč v cesarstvu široko porazdeljena; kot v bolj centraliziranih monarhijah bi bila samo rezidenca monarha palača.
V sodobnem času so arheologi in zgodovinarji ta izraz uporabili za velike stavbe, v katerih so bili združeni vladarji, sodišča in birokracija v 'kulturah palač'. V neformalni uporabi se izraz 'palača' lahko razširi na veliko rezidenco.

## Starodavne palače
Zgodnje antične palače so asirske palače v Nimrudu in Ninivah, minojsko palačo v Knososu ter perzijske palače v Perzepolisu in Suzi.
Minojci so gradili komplekse, ki jih v sodobnem času imenujemo minojske palače, čeprav učenjaki ne mislijo, da so delovale kot kraljevske. rezidence.
Najboljši primeri bronastodobne grške palače so vidni v izkopaninah v Mikenah, Tirintu in Pilosu. Dejstvo, da so bila to upravna središča, kažejo tam najdeni zapisi. Razporejeni so bili okoli skupine dvorišč, od katerih se je vsako odpiralo na več prostorov različnih dimenzij, kot so shrambe in delavnice, pa tudi sprejemnih dvoran in bivalnih prostorov. Srce palače je bil megaron. To je bila prestolna soba, položena okoli okroglega ognjišča, obdanega s štirimi stebri, prestol pa je bil običajno na desni strani ob vstopu v sobo. Stopnišča v palači Pilos kažejo, da so imele palače dve nadstropji. V zgornjem nadstropju so bili zasebni prostori kraljeve družine in nekaj shramb. Te palače so prinesle bogastvo artefaktov in fragmentov fresk.
Domicijanova palača v Rimu je splošno ime, dano kompleksu palač, ki so bile primarna rezidenca rimskih cesarjev v Rimu od poznega 1. stoletja do 5. stoletja. Izkopanih je bilo nekaj skulptur in okrasnih elementov. Domus Aurea je bila drugačna palača, ki jo je začel graditi Neron, kjer so izkopavanja od renesanse naprej odkrila izjemno dobro ohranjene slike v nivojih, ki so zdaj pod zemljo.
Dioklecijanova palača v Splitu na Hrvaškem je bila pripravljena za naselitev leta 305 našega štetja in je najpomembnejši starodavni ostanek, saj so jo v srednjem veku spremenili v utrjeno mesto; še vedno gosti veliko ljudi in podjetij.
Palače v vzhodni Aziji, kot so cesarske palače na Japonskem, v Koreji, v Vietnamu, na Tajskem, v Indoneziji in velike lesene stavbe v kitajskem Prepovedanem mestu, so sestavljene iz številnih nizkih paviljonov, obdanih z velikimi, obzidanimi vrtovi, v nasprotju s palačami, ki so ena sama stavba v srednjeveški zahodni Evropi. Palače so zgradila tudi postklasična afriška kraljestva, kot je cesarstvo Ašanti. Angleška raziskovalca Thomas Edward Bowdich in Winwood Reade sta pred uničenjem med tretjo anglo-ašantijsko vojno kraljevo palačo Ašanti v Kumasiju v Gani opisala kot »ogromno zgradbo različnih podolgovatih dvorišč in pravilnih trgov«.

## Srednjeveške palače
Evropske palače, ki so pripadale vladarjem, so bile pogosto velike in veličastne, vendar jih je zelo malo preživelih, da bi predstavljale kaj podobnega svojemu prvotnemu srednjeveškemu stanju; veliko jih je bilo zapuščenih, požganih, porušenih ali ponovno zgrajenih. Papeška palača, Avignon v Franciji je verjetno najboljši vidni primer, v bistvu nastala med letoma 1252 in 1379 in malo premenjena od leta 1433, ko je bilo konec avignonskega papeštva in poznejših razkolov.
Zelo malo srednjeveške Louvrske palače, ene najveličastnejših, je preživelo nad zemljo. Podobne usode so doletele glavne palače Bizantinskega cesarstva v Konstantinoplu: Velika palača v Konstantinoplu, palačo Bukoleon in Palača Blaherne. Porfirogenetova palača, del Blahernske palače, ima pomembne ostanke, v njej zdaj domuje muzej.

## Uporaba izraza v evropski kulturi
Izraza grad in palača se pogosto prekrivata, nemški izrazi in njuni prevodi se v različnih jezikih uporabljajo le nekoliko drugače. Praviloma se nanašajo na veličastne posvetne stavbe. Izraz palača še danes najdemo v različnih oblikah gradnje in jezikih: v srednjem veku je bila palača stanovanjska stavba gradu, srednjeveška pfalca je bila predstavniška veja kralja ali cesarja, ki jo je upravljal grof palatin in začasno naselil vladar in še potujoči dvor. Te stavbe se pogosto uporabljajo za zbiranje, sprejem in zabavo gostov. To daje besedi palača pomen in funkcijo »jedilnice«, kar ustreza pomenu latinskega palatium v samostanih.
V visokem in poznem srednjem veku so lahko gradovi pomembnih vladarjev dobili palačne razsežnosti, kot na primer francoska kraljeva rezidenca Palais de la Cité v Parizu, angleška kraljeva rezidenca Westminstrska palača v Londonu, palača Coudenberg burgundskih vojvod v Bruslju, ki je bilo vse kasneje uničeno; dunajski Hofburg, Praški grad, krakovski kraljevi grad Vavel ali norveški kraljeva trdnjava Akershus, ki so bili vsi kasneje močno predelani; edina primera iz te dobe, ki sta se ohranila skoraj nespremenjena, sta Papeška palača v Avignonu in Doževa palača v Benetkah.
Že v gotiki v Italiji, najkasneje pa v renesansi, se je palazzo nanašal na monumentalno, neutrjeno stanovanjsko stavbo posvetnega ali cerkvenega graditelja, ki pa je bila v nasprotju z vilo v mestu in v nasprotju z rezidenčno palačo, ki se tukaj imenuje Reggia ali z gradom, ki se tukaj imenuje Castello. V samih mestih so plemiški in meščanski naročniki zgradili številne veličastne stavbe, kot sta Strozzijeva palača ali Palača Medici Riccardi v Firencah ali Palazzo Spada v Rimu, ki je bila kasneje predelana v baročnem slogu. Države in vojvodine v Italiji so imele vladno palačo v svojih posameznih rezidenčnih mestih, Palazzo Ducale, med katerimi je najbolj znana Doževa palača v Benetkah, druge Palača Pitti v Firencah, Vojvodska palača, Modena, Vojvodska palača, Mantova, Palazzo Ducale, Urbino. Kraljeve palače so Kraljeva palača, Torino, Kraljeva palača, Neapelj ali Kraljeva palača Caserta.
V Franciji, podobno kot v Italiji, se ime Palais pogosto – vendar ne vedno – uporablja za gradove v večjih mestih, primer Luksemburška palača|Palais du Luxembourg]] ali Palais du Louvre v Parizu, medtem ko se gradovi na podeželju (ali prej podeželskih območjih) pogosteje imenujejo château. Mestno palačo pogosto enačijo s hôtel particulier, pri čemer je v njej živelo »navadno« plemstvo in visoki uradniki, v palačah pa so običajno prebivali člani kraljeve družine.
Na nemško govorečih območjih v času baroka najdemo gradove z imenom palais tudi zaradi francoščine, ki je bila na evropskih kraljevih dvorih prednostna, npr. na Dunaju Palais Schwarzenberg, v Münchnu Palais Holnstein ali v Potsdamu kraljevi cesarski rezidenci Marmorpalais in Neues Palais.
Tudi v Rusiji se je izraz palača uveljavil za velike rezidence, kot sta Zimski dvorec v Sankt Peterburgu in carski poletni palači Petergof in Carskem Selu.
V Angliji beseda palača približno ustreza nemški Schloss in se sploh ne razlikuje glede na lokacijo - Buckinghamska palača je sredi Londona, palača Blenheim je na podeželju - ampak običajno pomeni stanovanjsko stavbo od pozne renesanse do 19. stoletja. Izraz »grad« se pogosteje uporablja za gradove in iz njih nastale palače.
Palača, obdana z utrdbami, se imenuje palazzo in fortezza.

## Palače v neevropskih kulturah
Izraz palača se uporablja tudi za rezidence pred- in neevropskih kultur, kot so Egipt, Mezopotamija ali Kitajska, beseda grad se za te stavbe ni uveljavila. Že v najstarejših civilizacijah so vladajoči razredi gradili dodelane stanovanjske stavbe, ki naj bi izražale družbeni status in moč prebivalcev. Primeri vključujejo tako raznolike stavbe, kot je Hava Mahal (Palača vetrov) v Indiji, Tokijska cesarska palača na Japonskem ali ruševine majevskih palač.

## Sodobna raba izraza
Od francoske revolucije se tudi reprezentativne javne stavbe imenujejo palače, kot so palače pravice, v postrevolucionarni Rusiji »palače kulture« in »palače pionirjev«, v Berlinu pa Pionirska palača in Palača republike. Stavba Svetovne razstave leta 1851, Kristalna palača v Londonu, je pomembno vplivala na železno-stekleno arhitekturo druge polovice 19. stoletja. Hoteli in zabaviščni kompleksi se pogosto ne imenujejo Palace samo v Las Vegasu. Najbolj monumentalna palača na svetu je palača romunskega parlamenta, ki je druga največja stavba na svetu s prostornino več kot dva in pol milijona kubičnih metrov in 7000 sobami, gradnja katere je stala več kot 2 milijardi dolarjev. Cumhurbaşkanlığı Külliyesi (predsedniška palača) v Ankari je bila zgrajena med letoma 2011 do 2014.